# Hummelbol
Hummelbol är en bebyggelse norr om Ubby-Långsjön i Gottröra socken i Norrtälje kommun. Från 2015 avgränsar SCB här en småort.